# Rostejn
Rostejn je malá vesnice a část obce Běstvina v okrese Chrudim. Nachází se asi 2,5 kilometru jihovýchodně od Běstviny. Rostejn leží v katastrálním území Běstvina o výměře 7,42 km².

## Historie
První písemná zmínka o vesnici pochází z roku 1448.

## Fotogalerie

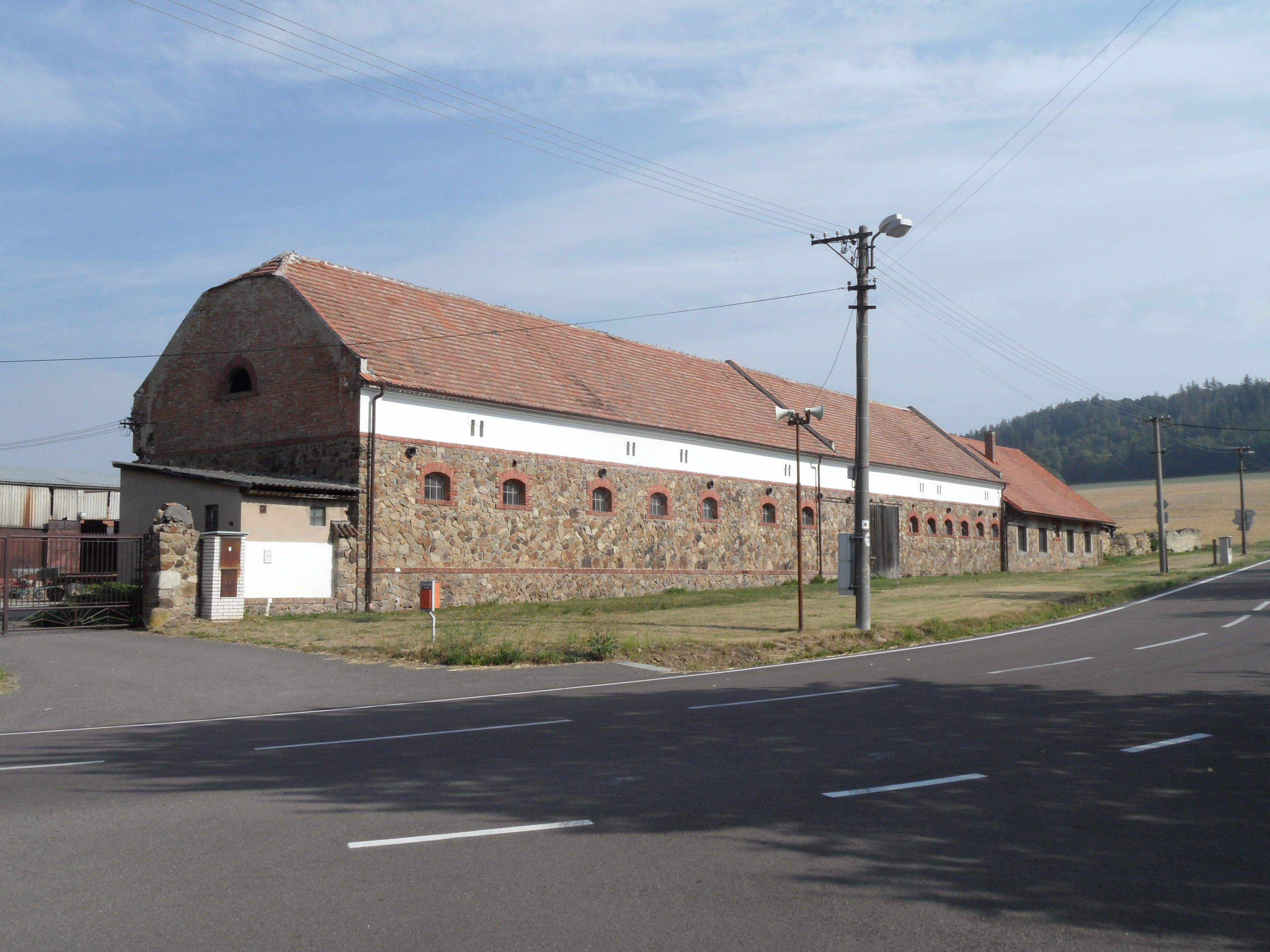
Hospodářské stavení v části Drhotín
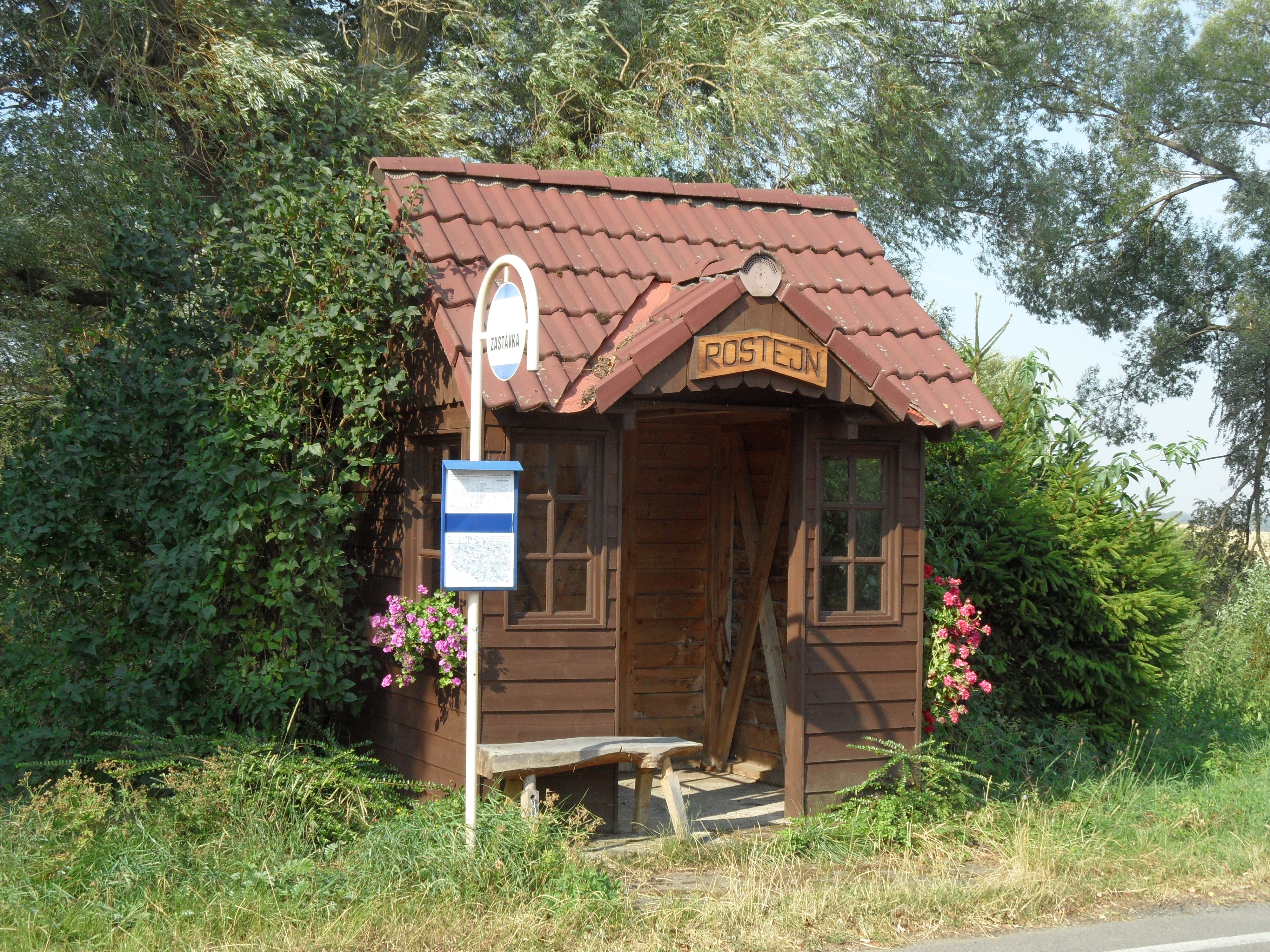
Autobusová zastávka
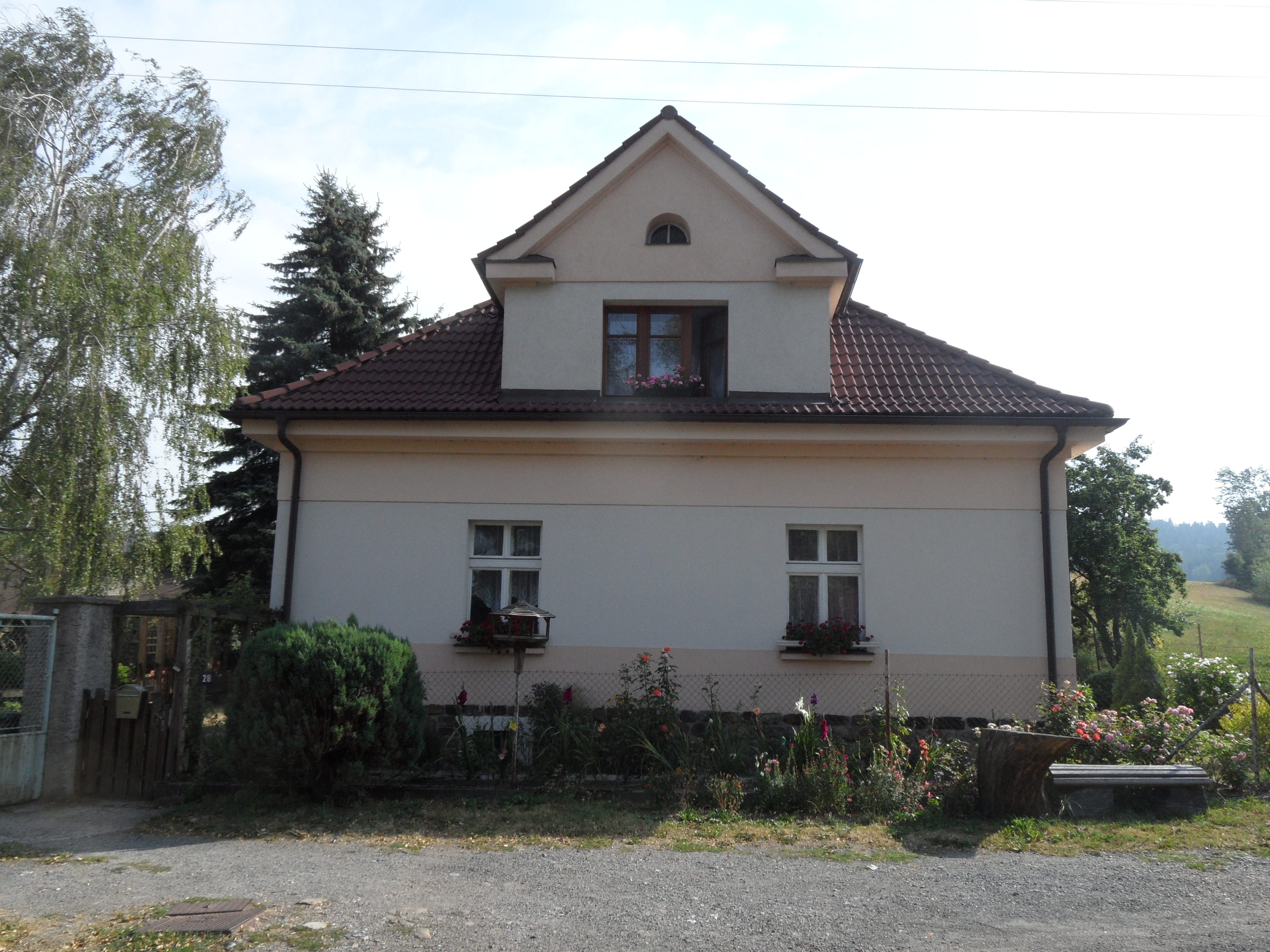
Dům čp. 28
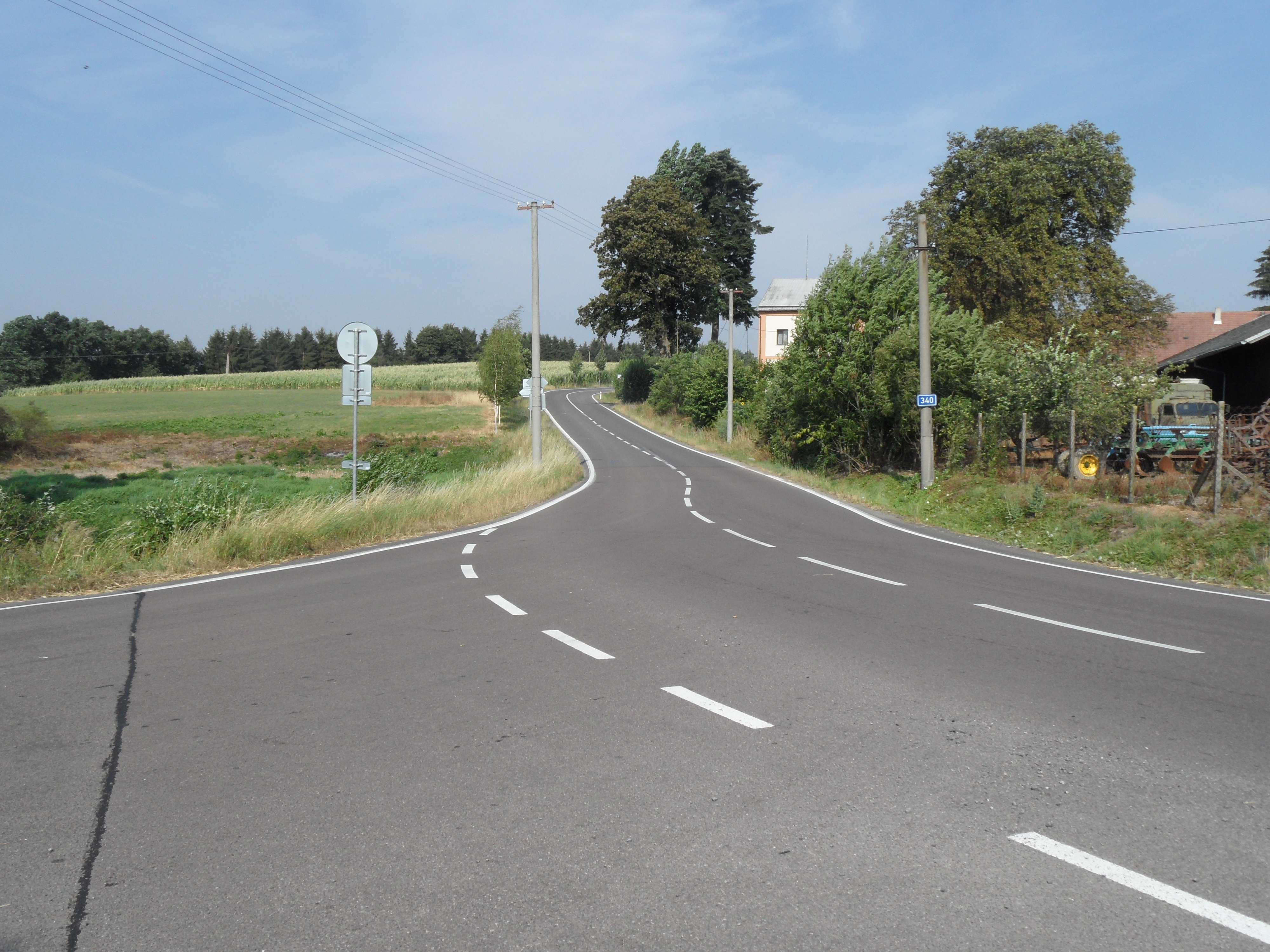
Odbočka do obce ze silnice II/340
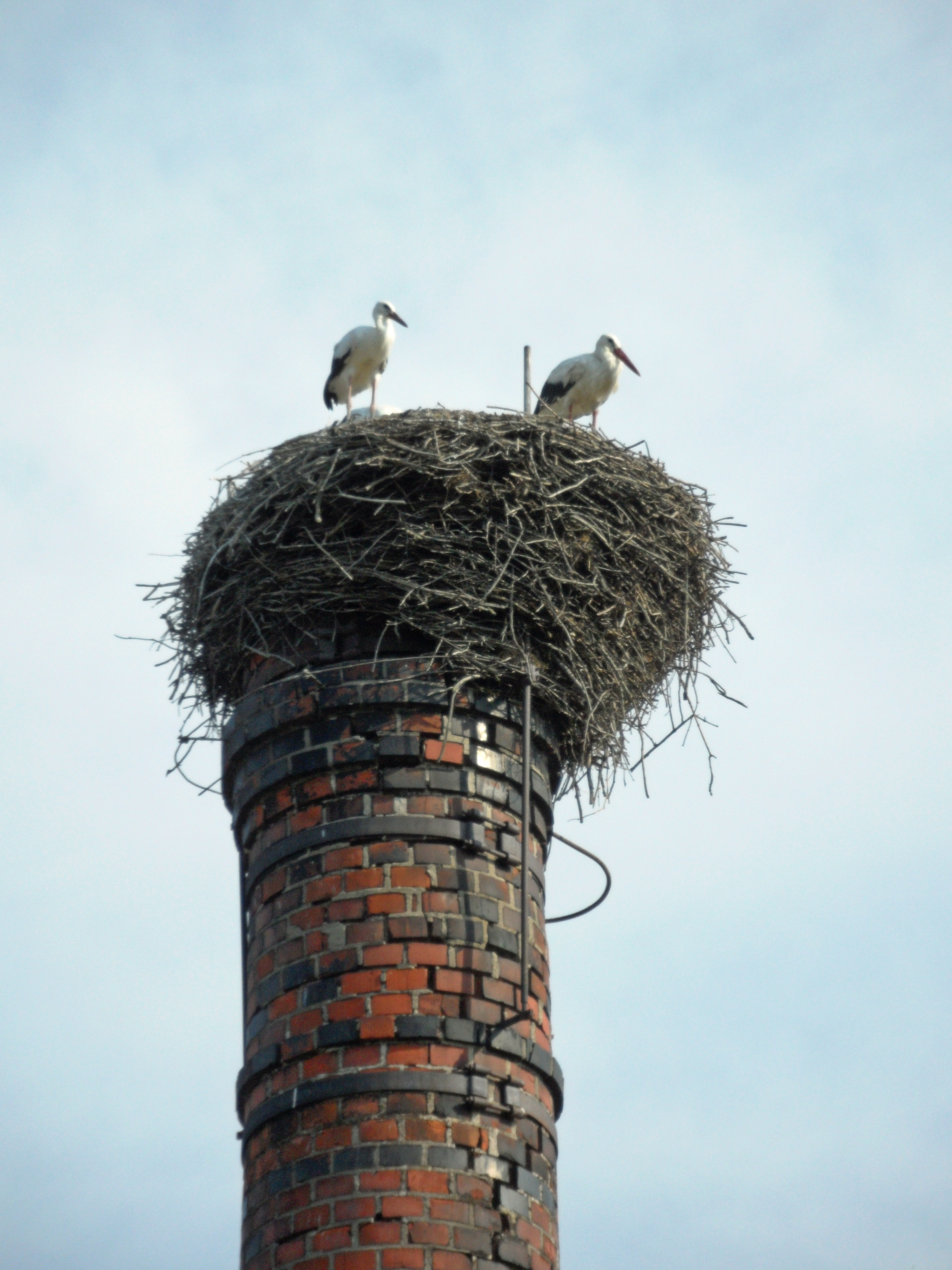
Čápi na komíně